# Piotr Kruszyński
Piotr Józef Kruszyński (ur. 20 sierpnia 1945 w Łodzi) – polski adwokat, profesor nauk prawnych, profesor zwyczajny Uniwersytetu Warszawskiego. Zajmuje się w prawem karnym materialnym i procesowym.

## Życiorys
W 1963 ukończył VI Liceum Ogólnokształcące im. Tadeusza Reytana w Warszawie, a w 1968 studia na Wydziale Prawa i Administracji Uniwersytetu Warszawskiego, pisząc pracę magisterską pod tytułem „Udział ławników w orzecznictwie sądów karnych w świetle poglądów doktryny i badań praktyki”. W latach 1968–1970 odbył aplikację sądową w Sądzie Wojewódzkim dla m.st. Warszawy, a w 1970 zdał egzamin sędziowski z oceną bardzo dobrą. 1 października 1968 r. rozpoczął pracę jako asystent w Uniwersytecie Warszawskim. W latach 1969–1971 był zatrudniony w Zakładzie Postępowania Karnego w charakterze asystenta, w latach 1971–1974 – w charakterze starszego asystenta. W 1974 uzyskał stopień naukowy doktora nauk prawnych na podstawie obrony pracy pt. „Warunkowe umorzenie postępowania karnego” (promotorem był prof. Andrzej Murzynowski). W 1983 złożył kolokwium habilitacyjne po przedłożeniu rozprawy habilitacyjnej pt. „Zasada domniemania niewinności w polskim procesie karnym”. Postanowieniem prezydenta RP z 4 stycznia 1995 otrzymał tytuł naukowy profesora w głównej mierze za monografię pt. „Stanowisko prawne obrońcy w procesie karnym”, wydanej w 1991 r. Został profesorem zwyczajnym UW. Był dyrektorem Instytutu Prawa Karnego. W 1990 utworzył własną kancelarię prawną.
Od 1982 do 1995 był ponadto wykładowcą w białostockiej filii Uniwersytetu Warszawskiego. Pod jego kierunkiem stopień naukowy doktora uzyskał m.in. Marcin Warchoł, Szymon Pawelec czy Sławomir Żółtek.
Jako adwokat reprezentował m.in. Zytę Gilowską w postępowaniu lustracyjnym, Sławomira Sikorę w postępowaniach ułaskawieniowych, Ryszarda Forbricha w procesie o korupcję w środowisku piłkarskim czy Edwarda Mazura w postępowaniu ekstradycyjnym. W 2008 przewodniczył zespołowi, który prowadził prace nad projektem wprowadzenia do polskiego systemu prawnego instytucji sędziego śledczego. W marcu 2015 został przewodniczącym Komisji Kodyfikacyjnej Prawa Karnego przy Ministerstwie Sprawiedliwości i pełnił tę funkcję do 11 stycznia 2016, kiedy to komisja została odwołana.
Wieloletni dyrektor Ośrodka Badawczego Adwokatury im. Witolda Bayera Naczelnej Rady Adwokackiej. Arbiter w Sądzie Arbitrażowym przy Krajowej Izbie Gospodarczej w Warszawie. Od stycznia 2021 jest członkiem Komisji Dyscyplinarnej ds. nauczycieli akademickich przy Radzie Głównej Nauki i Szkolnictwa Wyższego na kadencję 2021–2024. 12 marca 2021 został powołany na przewodniczącego prezydenckiego zespołu do opracowania projektu regulacji wprowadzającej instytucję sędziów pokoju.

## Odznaczenia
Odznaczony Krzyżem Kawalerskim Orderu Odrodzenia Polski (2000).

## Wybrane publikacje
- Wykład prawa karnego procesowego (red. P. Kruszyński), Białystok 2012
- Zasada prawa do obrony w świetle orzecznictwa Europejskiego Trybunału Praw Człowieka w Strasburgu – zagadnienia wybrane, [w:] Gaudium in litteris est. Księga jubileuszowa ofiarowana Pani Profesor Genowefie Rejman z okazji osiemdziesiątych urodzin, Warszawa 2005
- Stanowisko prawne obrońcy w procesie karnym, Białystok 1991
- Zasada domniemania niewinności w polskim procesie karnym, Warszawa 1983